# Killaly
Killaly est une communauté de la Saskatchewan au Canada. Lors du recensement de 2006, elle avait une population de 77 habitants. Elle fait partie de la municipalité rurale de McLeod N° 185.